# Guantanamera (cigarr)

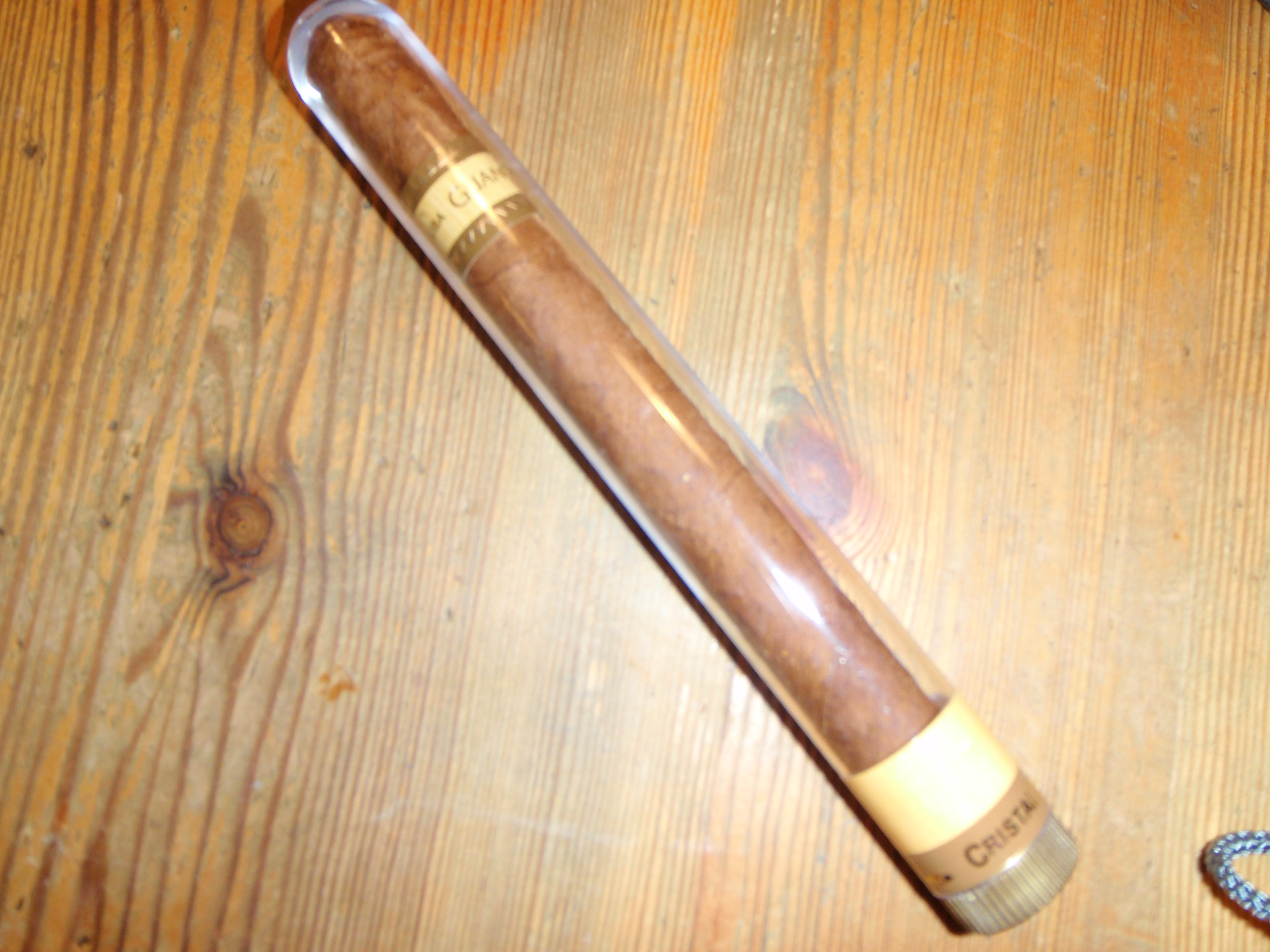
Guantanamera (Cristales), i behållare.

Guantanamera är ett amerikanskt cigarrmärke ägt av Guantanamera Cigars Company i Miami, Florida, och ett kubanskt cigarrmärke producerat i Kuba för Habanos SA, ett kubanskt tobaksföretag.

## Den kubanska Guantanamera
Habanos version av Guantanamera grundades i Dortmund, Tyskland, den 14 september 2002, och blev internationellt tillgänglig i oktober samma år. Märket har sitt namn efter sången "Guajira Guantanamera", av José Fernández Díaz. "Guantanamera" ("flicka från Guantánamo") är en välkänd patriotisk kubansk sång.
Tobaken till denna cigarr kommer från Vuelta Arriba-regionen, vanligast är annars att kubanska cigarrer har sin tobak från Vuelta Abajo i Pinar del Rio.
Guantanamera maskintillverkas endast, och cigarren är känd för att ha ett överåtkomligt pris. Guantanamera är en mild cigarr.

## Cigarrformat
På det kubanska märket.
- Cristales - 5 7/8" x 41 (150 x 16 mm)
- Minuto - 4" x 44 (102 x 16 mm)
- Compay - 4 7/8" x 40  (123 x 16 mm)
- Decimos - 5 1/4" x 38 (134 x 15 mm)
- Puritos - 4 1/8" x 29 (106 x 12 mm)